# Itatiaya tacamby
Itatiaya tacamby là một loài nhện trong họ Ctenidae.
Loài này thuộc chi Itatiaya. Itatiaya tacamby được miêu tả năm 2006 bởi Polotow & Antonio D. Brescovit.